# Take me Home

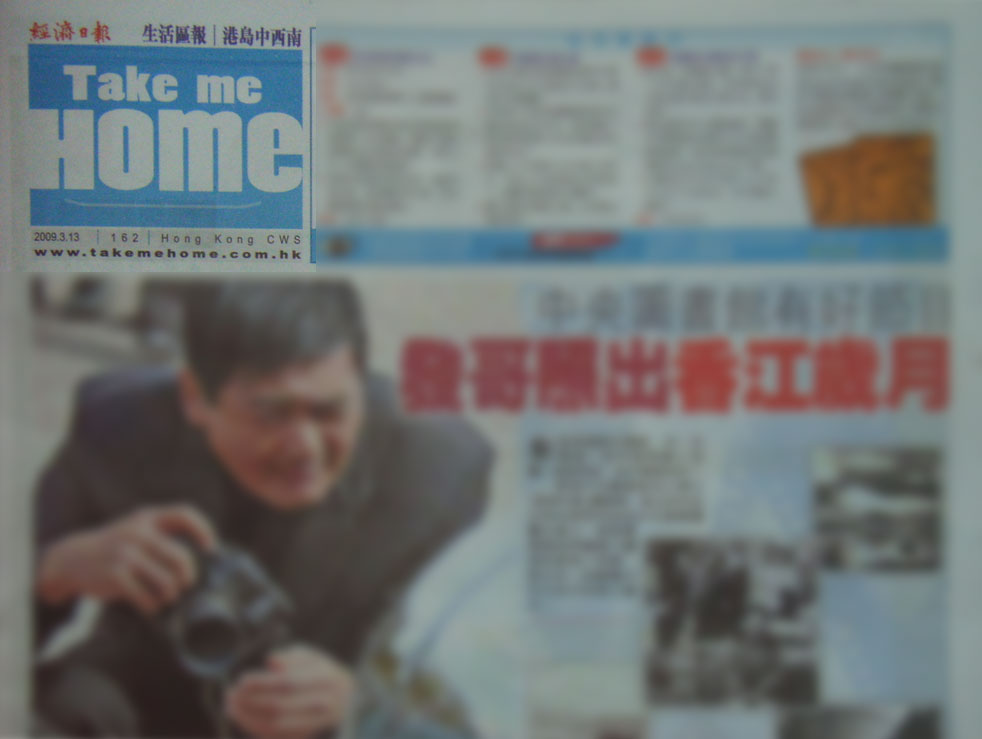
Take me Home 生活區報

《Take me Home生活區報》是香港昔日一份免費的地區性報紙，由香港經濟日報經營，2005年8月創刊，逢星期五出版，每周一版，又為香港六個地區每區一版。《Take me Home》 讀者群主要是香港中產階級之家庭、及一眾關心香港社區發展的人士及團體，並每期報導企業社會責任（corporate social responsibility - CSR）。所以《Take me Home》 放置於香港各私人屋苑及居屋大堂、學校、商場、主要商業區及交通輸出口當眼處，免費派發，派完即止。
《Take me Home》 是「小報」大小，內容是繁體中文，以香港之社區性新聞為主，另有健康、飲食、商場及資訊性題材，六區內容大致不同。《Take me Home》 的收入來源是報紙廣告，尤其以商場活動及醫藥健康產品為主。
《Take me Home》於2011年7月22日出版最後一期後停刊，並於該月27日起改組成一份全港性的免費報紙《晴報》，逢星期一至五派發。《Take me Home》停刊後，於全香港派發的地區性報紙僅餘《星島地區報》，然而，《星島地區報》亦於2018年8月停刊。

## 地區版本
《Take me Home》 將香港分為6個地區，每區一個版本。
1. 東九龍（包括將軍澳及西貢區）
2. 新界東（將軍澳及西貢區除外）
3. 西九龍
4. 新界西
5. 港島東
6. 港島中西南（包括灣仔區）

《Take me Home》印量有32萬，通常逢星期五至星期六已經派完。

## 十八區一線通
十八區一線通是在aTV《a料》播映的環節，由《Take me Home》 提供內容，報導全港十八區最新消息，做到與市民緊密聯繫。

## 相關
- 香港報紙列表
- 地區星報

## 外部参考
- Take me Home生活區報（網上版）（页面存档备份，存于）
- 香港經濟日報：Take me Home生活區報